# Selene (nombre)

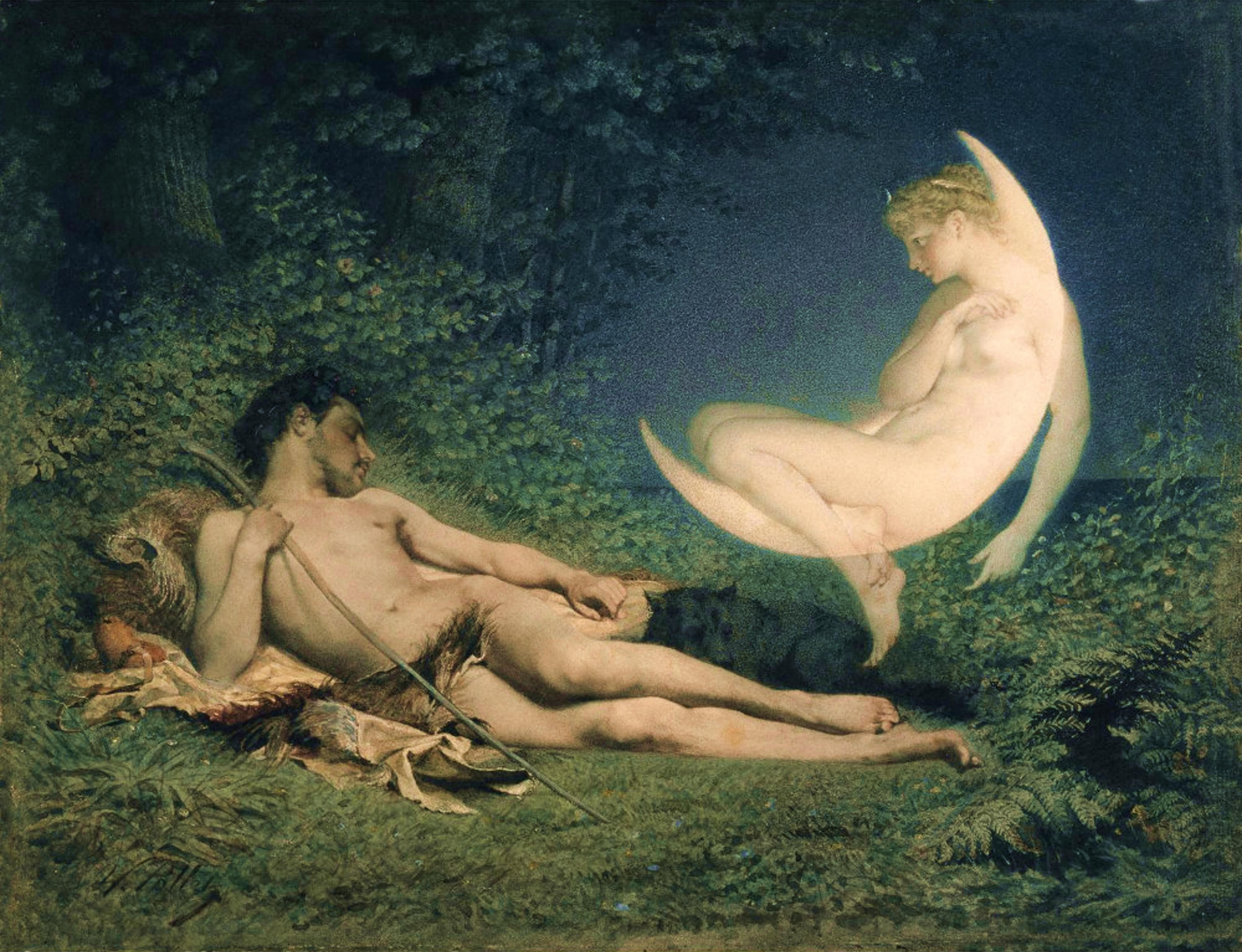
Selene y Endymion.

Selene es un nombre propio femenino de origen griego Σελήνη que significa Luz de Luna. Viene de la palabra Selas griego Σελας que quiere decir: luz, brillante, resplandeciente y siempre se le atribuye al astro lunar. Su santo correspondiente es el 2 de abril. Corresponde al nombre Selene, titánide y personificación de la Luna en la mitología griega. Sus variantes son Selena, Selene, Selina, Seleni, Selenia...

## Santoral
Su santo correspondiente es el 2 de abril.

## Variantes
Selena; Seleni; Selene; Selenia; Selina; Seline

## Personajes ilustres
- Selena Gomez, cantante norteamericana, actriz, filántropa, productora, diseñadora, empresaria.
- Selena Quintanilla Pérez, cantante, bailarina, actriz y diseñadora norteamericana.

- Datos: Q3954739